# Zubi
Zubi est le mot basque désignant le pont. D'après les légendes provenant de beaucoup d'endroits, il y a en Pays basque de nombreuses constructions qui furent réalisées par des êtres surnaturels (Laminak, Sorgin, Etsai, Basajaun, Mairi, Jentil. De cette manière ils répondaient aux souhaits ou aux besoins de certaines personnes. Ce sont des maisons, des châteaux, des temples, des sépultures et des ponts.
Parmi celles-ci, la légende du pont de Licq (voir la légende plus bas) (Soule) qui fut édifié par des lamiñak mais auquel il manque une pierre que l'on peut voir lorsque la rivière, le Saison, est en étiage.

## Étymologie
Zubi signifie « pont » en basque. Le suffixe a désigne l'article : zubia se traduit donc par « le pont ».